# Sardigliano
Sardigliano é uma comuna italiana da região do Piemonte, província de Alexandria, com cerca de 441 habitantes. Estende-se por uma área de 12,62 km², tendo uma densidade populacional de 37 hab/km². Faz fronteira com Borghetto di Borbera, Cassano Spinola, Castellania, Garbagna, Gavazzana, Sant'Agata Fossili, Stazzano.

## Demografia
| Variação demográfica do município entre 1861 e 2011                               |
|                                                                                   |
| Fonte: Istituto Nazionale di Statistica (ISTAT) - Elaboração gráfica da Wikipedia |